# Clanton (Alabama)
Clanton város az USA Alabama államában, Chilton megyében, melynek megyeszékhelye is. Lakosainak száma 8768 fő (2020. április 1.).

## Népesség
A település népességének változása:
| Lakosok száma | 623  | 8619 | 8768 |
|               | 1890 | 2010 | 2020 |